# Малка слънчева катерица
Малката слънчева катерица (Heliosciurus punctatus) е вид бозайник от семейство Катерицови (Sciuridae).

## Разпространение
Видът е разпространен в Гана, Кот д'Ивоар, Либерия и Сиера Леоне.